# 15861 Ispahan
15861 Ispahan (1996 HB12) là một tiểu hành tinh vành đai chính được phát hiện ngày 17 tháng 4 năm 1996 bởi E. W. Elst ở Đài thiên văn Nam Âu.